# Stary Rynek
Stary Rynek, česky Staré náměstí nebo Starý trh, je historické náměstí v městském obvodu Stare Miasto okresního města Częstochowa (Čenstochová) ve Slezském vojvodství v geografickém regionu pohoří Wyżyna Woźnicko-Wieluńska (Woźnicko-wieluńská vysočina) v jižním Polsku.

## Další informace
Od středověku sloužilo místo jako tržiště a v minulosti zde stála i radnice. Ve východní a severní části jsou historické budovy. Podle tradice v místním hostinci francouzský císař Napoleon Bonaparte strávil noc když táhl do Ruska. Od roku 2007 zde probíhají archeologické práce. V květnu 2019 začala rekonstrukce náměstí a vzniklo zde muzeum v místě základů budovy staré radnice a také zde byly instalované netradiční plastiky nejčastěji pověšené na lanech. Na Starém rynku končí populární značená turistická trasa Szlak Orlich Gniazd.

## Galerie

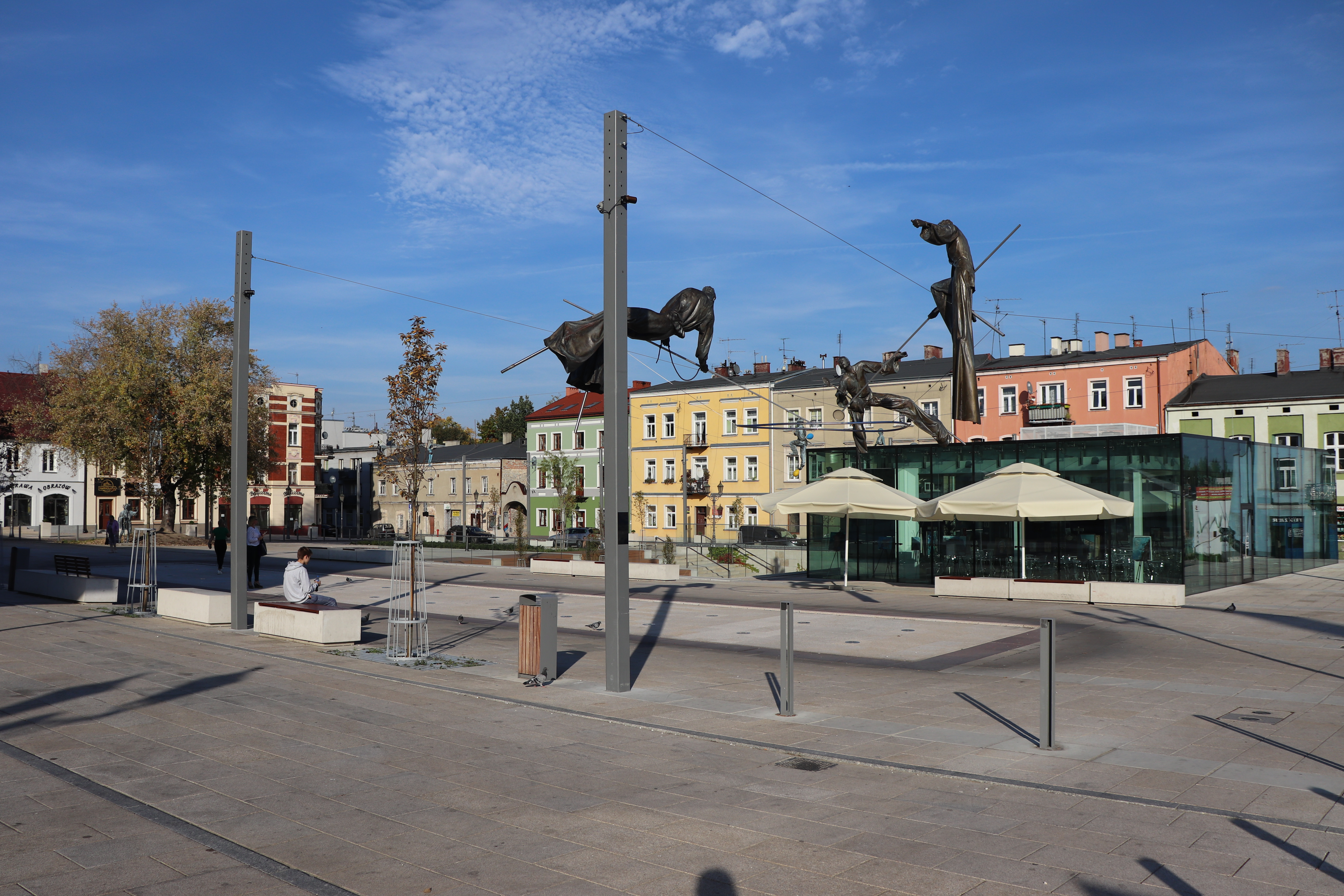
Netradiční plastiky pověšené na lanech
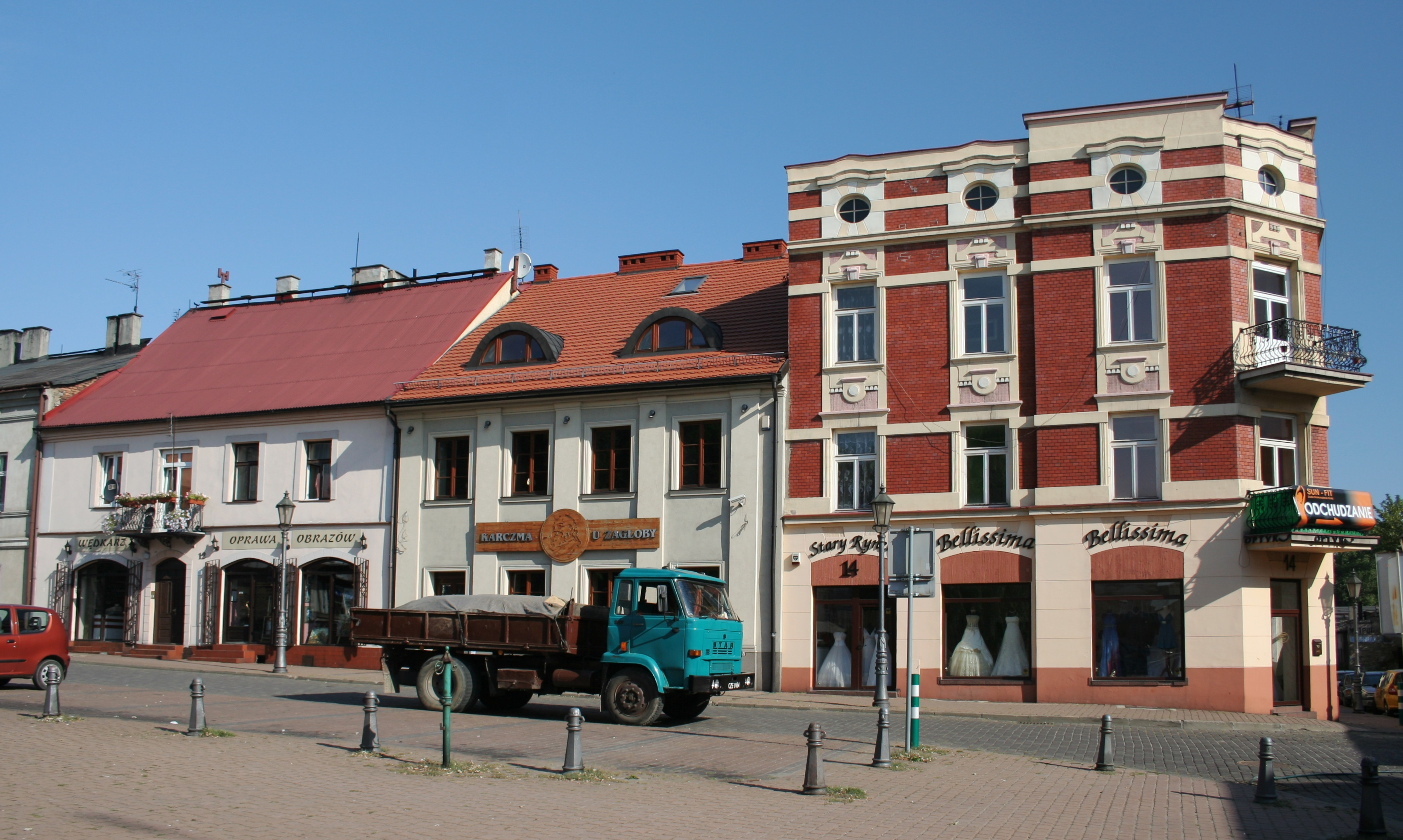
Srpen 2009
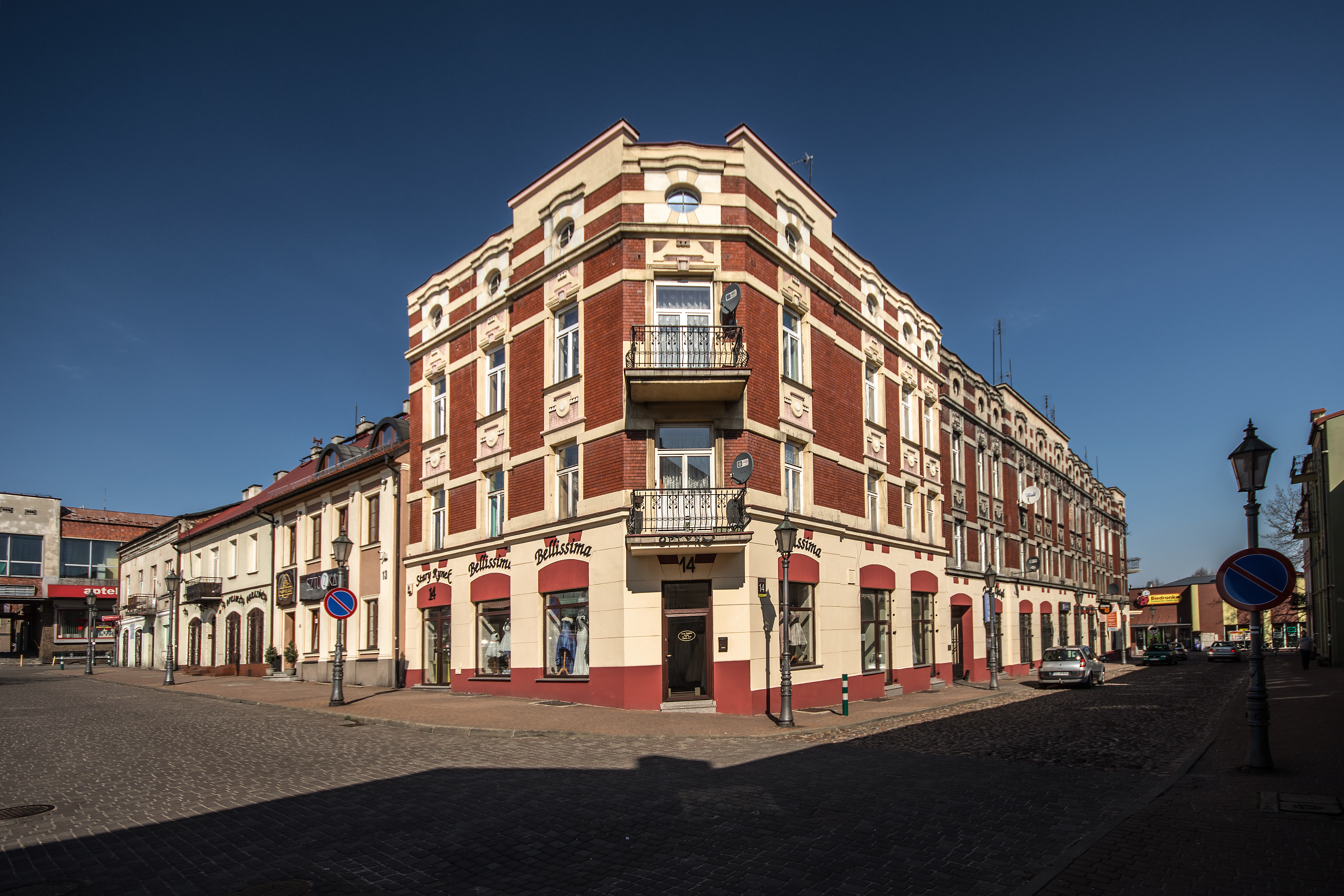
Památkově chráněná budova Stary Rynek 14 (duben 2017)